# خمير (نبات)

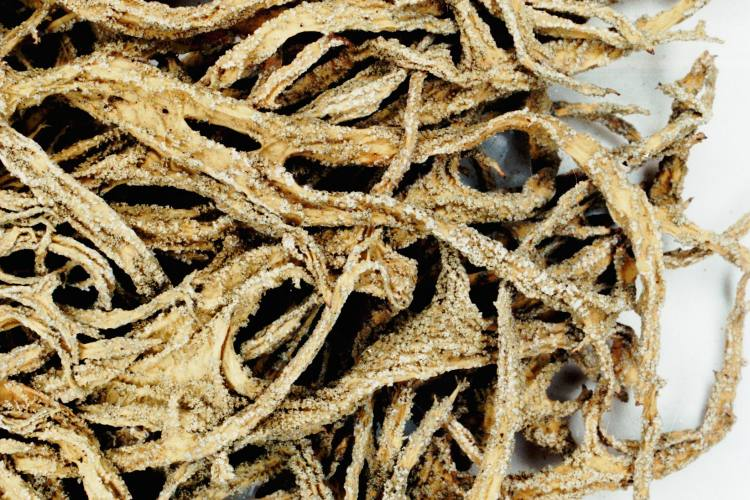

الخَمِير هو جنس من الخزاز. بعضها طبي وصباغي يعيش على جذوع السنديان والتنوب والخوخ. أشهرها خمير آذار (Evernia furfurcea) الذي يركب الخوخ.